# Universidad Internacional de Kirguistán
La Universidad Internacional de Kirguistán (en ruso: Международный университет Кыргызстана) es una universidad en Biskek, la capital de Kirguistán.
La universidad fue establecida por decreto del Presidente de la República de Kirguistán, Askar Akayev, N.º UP- 74 , el 11 de marzo de 1993, y por la promulgación del Gobierno de la República de Kirguistán, N.º 113, el 16 de marzo de 1993. Los fundadores de la Universidad Internacional de Kirguistán son el Gobierno de Kirguistán , el Ministerio de Educación y Ciencias de la República Kirguisa, el Ministerio de Asuntos Exteriores de la República de Kirguistán, la Academia Nacional de Ciencias de la República Kirguisa y la Universidad Estatal de San Francisco (EE. UU.).